# Lavalleja (Montevideo)
Lavalleja ist ein Barrio von Montevideo.

## Lage
Die Fläche des an der Calle Goes gelegenen Barrios umfasst rund sieben Hektar. Es grenzt an das Barrio Aires Puros sowie an das Barrio Reus und wird von den Straßen Casupá, Guabiyú, Libres, Independencia, Concordia und Aurora durchzogen.  Das Gebiet des Barrios ist dem Municipio G zugeordnet.

## Geschichte
Das Stadtviertel Lavalleja, heute Teil des Barrios Peñarol - Lavalleja, wurde 1885 durch Francisco Piria auf dessen Ländereien gegründet. Für die Gestaltung zeichnete der Ingenieur Aquiles Monzani verantwortlich. Früher befanden sich auf dem Gebiet des Barrios im Bereich der Straßen Goes, Figurita und Pastor die Landsitze von Aguirre, Lapido, Valle, Menéndez, Crocker, Antonini und Recayte.

## Söhne und Töchter des Barrios
- Julio Pérez (1926–2002), Fußballspieler